# Manfred Salzgeber

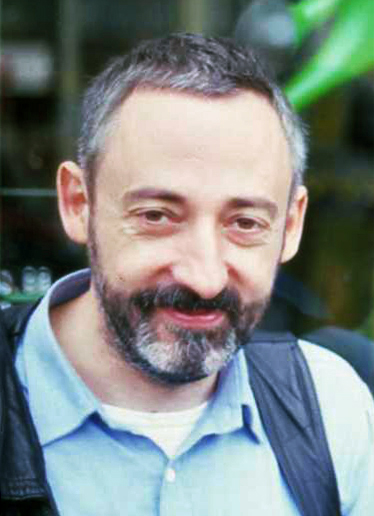
Manfred Salzgeber, 1986

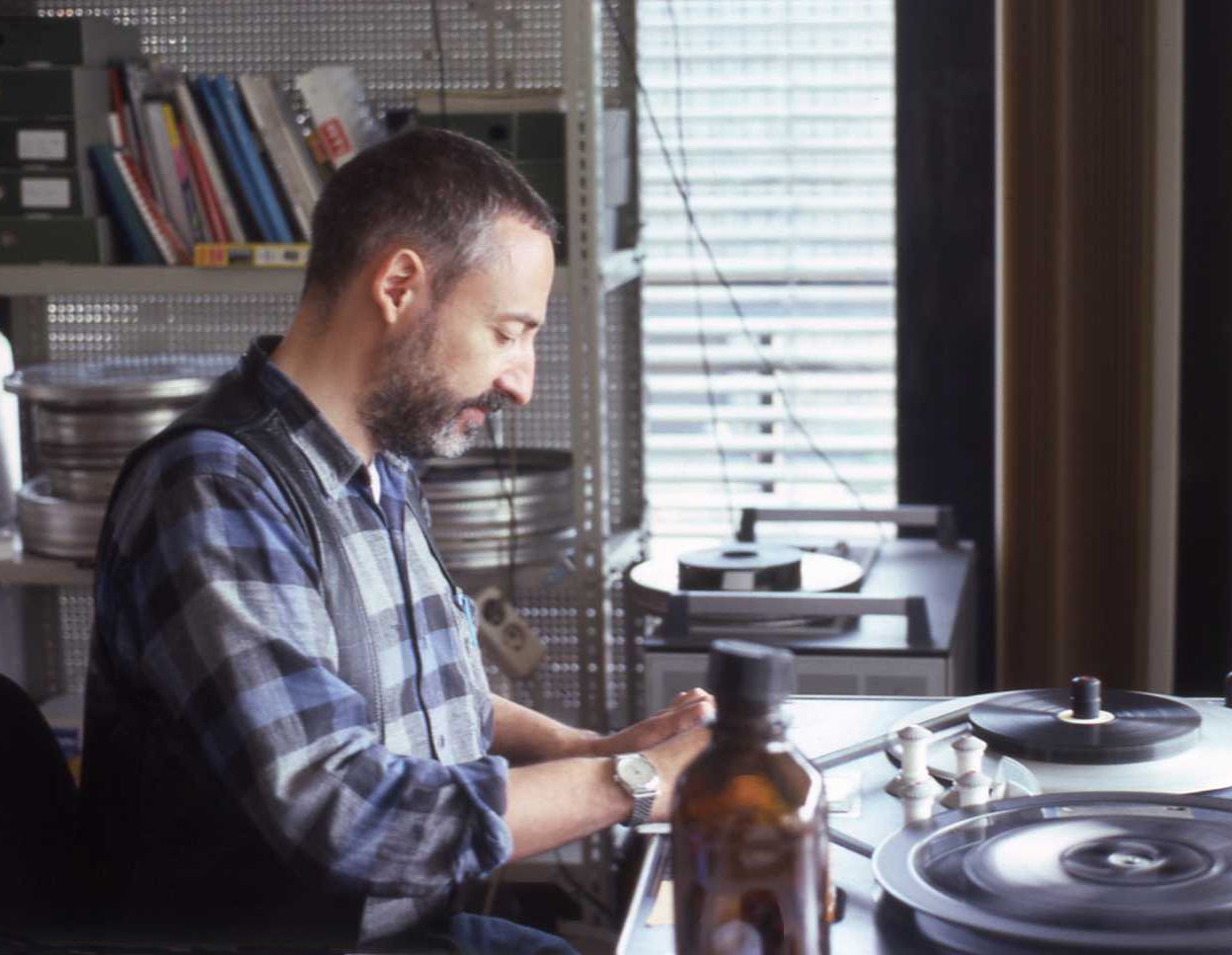
In der edition manfred salzgeber

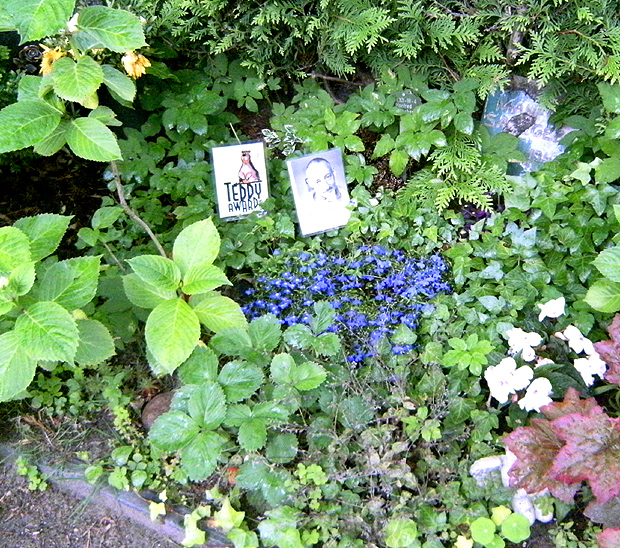
Grab Manfred Salzgeber, Alter St.-Matthäus-Kirchhof, Berlin. Seit 2014 in Abt. X3 neben Jürgen Baldiga

Manfred Edgar Salzgeber (* 10. Januar 1943 in Litzmannstadt, Wartheland; † 12. August 1994 in Berlin) war ein deutscher Schauspieler und Filmemacher. Er war Leiter der Sektion Panorama der Internationalen Filmfestspiele Berlin, Mitbegründer des Internationalen Forums des Jungen Films und Gründer mehrerer Unternehmen im Filmgewerbe, darunter des Filmverleihs Edition Salzgeber.

## Leben
Manfred Salzgeber wurde als Sohn des russlanddeutschen Zahnarztes Edgar Salzgeber und dessen Frau Irmgard in Litzmannstadt (heute: Łódź, Polen) geboren und wuchs in Stuttgart auf. Er jobbte von 1961 bis 1962 in der Grosso-Buchhandlung Umbreit in Stuttgart. Im Anschluss daran absolvierte er bis 1965 eine Buchhändlerlehre in der Buchhandlung Friedrich Stahl in Stuttgart. Von 1965 bis 1973 arbeitete er in der Bücherstube Marga Schoeller in Berlin. Fast gleichzeitig begann er eine ehrenamtliche Mitarbeit bei den damaligen „Freunden der Deutschen Kinemathek e. V.“, die ihre monatlichen Veranstaltungen in dem Studio der Akademie der Künste nach und nach ausweiteten. Er initiierte die Nachtvorstellungen in dem Kino „Bellevue am Hansaplatz“ (heute das Grips-Theater) und entdeckte im Sommer 1969 in der Welserstraße 25 die „Bayreuther Lichtspiele“, die zum Verkauf standen. Zusammen mit Heiner Roß organisierte er den Kauf des Kinos für die „Freunde der Deutschen Kinemathek e. V.“, die es am 3. Januar 1970 unter dem Namen „Arsenal“ eröffneten. Salzgeber arbeitete bis 1973 fast täglich ehrenamtlich im Kino.
Manfred Salzgeber gehört zu den Identifikations- und Gründungsfiguren der deutschen Schwulenbewegung des 20. Jahrhunderts. Er war zusammen mit Wieland Speck ein Streiter für die schwul-lesbische Filmkunst. Diesen Begriff hat er maßgeblich mitgeprägt. Von Rosa von Praunheim entdeckt, spielte er 1970 in dessen Film Nicht der Homosexuelle ist pervers, sondern die Situation, in der er lebt mit, der zum Auslöser einer neuen politischen Schwulenbewegung wurde. Zeitlebens engagierte sich Salzgeber besonders für den schwulen und lesbischen Film. 1970 war Salzgeber an der Gründung des Internationalen Forums des Jungen Films beteiligt, das seinerzeit als Gegenfestival zur Berlinale gedacht war und 1971 seine Arbeit aufnahm. 1977 verließ Salzgeber die „Freunde“ und das „Forum“ nach einem Streit um einen Film von Margarethe von Trotta im „Forum“.
Bereits 1973 hatte Salzgeber aus dem Bali-Kino in Berlin-Zehlendorf das erste Programmkino Deutschlands gemacht. 1974 folgte das „Yorck Kino“ und 1975 das „Tali“ (später Moviemento Kino). Im Deutschen Herbst Mitte der 1970er Jahre, als viele Intellektuelle ins Visier der Terrorismus-Rasterfahndungen gerieten, wechselte Salzgeber nach Amsterdam und schrieb Filmkritiken für das NRC Handelsblad und Skrien.
1979 wurde er von Berlinale-Direktor Moritz de Hadeln zur Rückkehr bewegt. Er übertrug ihm 1980 und 1981 die Aufgabe, die Info-Schau des Festivals zu einer eigenständigen Programmsektion auszubauen. 1986 wurde die Info-Schau in Panorama umbenannt. Bis heute sind Salzgebers thematische Weichenstellungen im Panorama-Programm lebendig. Salzgeber schuf mit seinem Assistenten Wieland Speck den Teddy Award, mit dem seit 1987 in der Sektion Panorama gezeigte schwul-lesbische Filme ausgezeichnet werden. Der Preis ist bis heute der einzige seiner Art. Auf der Berlinale 2006 feierte er sein zwanzigjähriges Jubiläum. Das Festival widmete dem Teddy Award eine Hommage.
1985 gründete Salzgeber den Filmverleih edition manfred salzgeber, mit dem er sich einem breiten Spektrum von Filmen widmete, das von größeren Verleihunternehmen kaum berücksichtigt wird. Sein Schwerpunkt lag auf der Aids-Thematik. Salzgeber wurde zum Entdecker von Filmen und Filmemachern des schwul-lesbischen Genres, die inzwischen zu Klassikern geworden sind. Salzgeber starb am 12. August 1994 an den Folgen von Aids. Seine Urne wurde auf dem St.-Matthäus-Kirchhof in Berlin-Schöneberg beigesetzt. Der Filmverleih hat sein Büro unter dem Namen Salzgeber & Co. Medien GmbH nach wie vor in Berlin.

## Ehrungen
1999 würdigte die Neue Gesellschaft für Bildende Kunst Leben und Werk Salzgebers mit einer umfangreichen Ausstellung und Filmreihe in ihrer Reihe Unterbrochene Karrieren. Sie wurden 2000 erneut auf der Berlinale gezeigt. Aus diesem Anlass wurde auch der Manfred Salzgeber Preis ins Leben gerufen, der nun jährlich an einen innovativen Filmbeitrag auf der Berlinale verliehen wird.